# Promachoteuthis sulcus
Promachoteuthis sulcus é uma espécie de lula do género Promachoteuthidae. Distingue-se dos taxa relacionados na base de várias características morfológicas: fusão entre cabeça e manto, grande dimensão das ventosas do braço, grande comprimento da base de oito tentáculos, e presença de um sulco tentacular aboral .
A espécie P. sulcus é conhecida através de um único espécimen de aproximadamente 25 milímetros capturado pelo navio de investigação alemão R/V Walther Herwig com rede ao largo de Tristão da Cunha, no sul do oceano Atlântico (36° 49′ S, 12° 17′ O), a uma profundidade de 1750 m a 2000 m. A espécie foi descrita em 2007.